# Bailey's Prairie
Bailey's Prairie és una població dels Estats Units a l'estat de Texas. Segons el cens del 2000 tenia 694 habitants.

## Demografia
Segons el cens del 2000, Bailey's Prairie tenia 694 habitants, 237 habitatges, i 201 famílies. La densitat de població era de 35,7 habitants/km².
Dels 237 habitatges en un 35,4% hi vivien nens de menys de 18 anys, en un 77,6% hi vivien parelles casades, en un 6,3% dones solteres, i en un 14,8% no eren unitats familiars. En el 13,1% dels habitatges hi vivien persones soles el 4,6% de les quals corresponia a persones de 65 anys o més que vivien soles. El nombre mitjà de persones vivint en cada habitatge era de 2,93 i el nombre mitjà de persones que vivien en cada família era de 3,18.
Per edats la població es repartia de la següent manera: un 26,4% tenia menys de 18 anys, un 7,8% entre 18 i 24, un 24,4% entre 25 i 44, un 33,9% de 45 a 60 i un 7,6% 65 anys o més.
L'edat mediana era de 40 anys. Per cada 100 dones de 18 o més anys hi havia 98,8 homes.
La renda mediana per habitatge era de 73.125 $ i la renda mediana per família de 90.648 $. Els homes tenien una renda mediana de 47.083 $ mentre que les dones 29.609 $. La renda per capita de la població era de 32.267 $. Aproximadament l'1,9% de les famílies i el 4,3% de la població estaven per davall del llindar de pobresa.

## Poblacions més properes
El següent diagrama mostra les poblacions més properes.